# Служба безпеки Пентагону

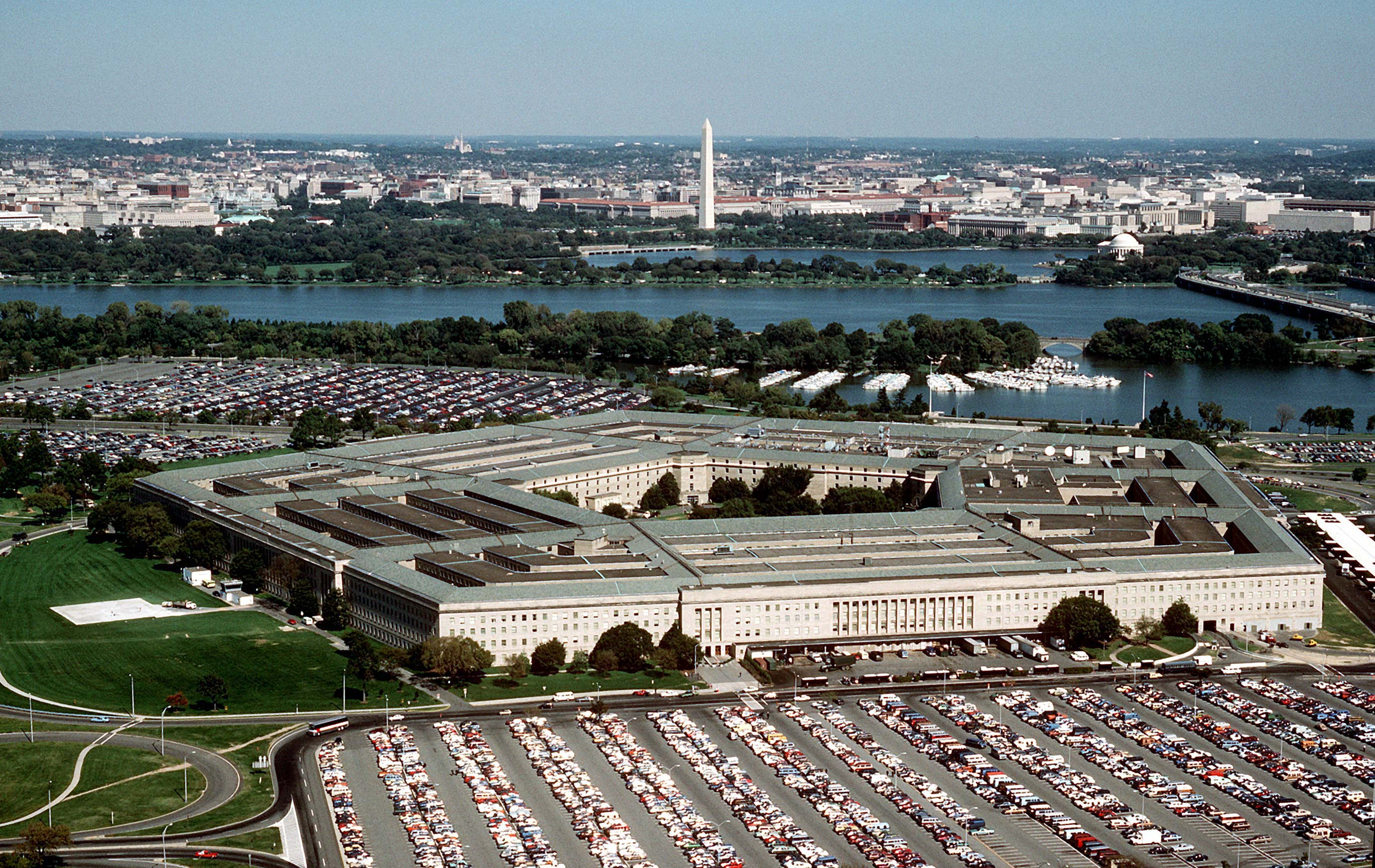
Будівля Пентагону

Служба безпеки Пентагону (англ. Pentagon Force Protection Agency) — урядове цивільне агентство в структурі Міністерства оборони США, що займається безпосередньою охороною цього міністерства. На агентство покладається завдання безпосереднього захисту усього персоналу, відвідувачів та інфраструктури Пентагону, військово-морського комплексу «Анакостіа» та інших локацій, що належать міністерству оборони та входять до її штатної організації.
Завдання охорони виконуються офіцерами безпеки — поліцією Пентагону (англ. United States Pentagon Police), відділом кримінальних розслідувань та агентами служби захисту;є також агенти управління оцінки загрози, техніки радіоактивного, хімічного та біологічного захисту, а також фахівці протидії вибухонебезпеки; персонал антитерористичного підрозділу та охоронці з надання послуг з захисту фізичних осіб або майна.